# Fabrice Ehret
Fabrice Ehret (Lugano, 28 september 1979) is een Franse voetballer. De linksvoetige middenvelder begon in 1985 bij FC Petit-Landau in Frankrijk. In 1989 vertrok hij naar FC Mulhouse.
In 1997 speelde hij voor het eerst mee met het A-elftal van FC Mulhouse. In 1998 vertrok hij echter al naar het bekendere RC Strasbourg. Ehret speelde vaak mee maar zat ook af en toe op de bank. In 2004 vertrok hij naar België om er bij RSC Anderlecht te gaan voetballen.
Maar Fabrice Ehret kreeg nauwelijks speelkansen in Anderlecht en dus vertrok hij in 2006 naar het Zwitserse FC Aarau. Ehret testte nog wel bij Lazio Roma en FC Basel, maar beide clubs waren uiteindelijk niet voldoende geïnteresseerd in de Franse middenvelder. Hij trok in 2006 naar 1. FC Köln, dat hij in 2011 verruilde voor Evian Thonon Gaillard FC.